# Claude Goretta
Claude Goretta   (Ginebra, 23 de juny de 1929 - Ginebra, 20 de febrer de 2019) va ser un realitzador cinematogràfic suís. La seva obra reflecteix una minuciosa observació de la realitat social del seu país.

## Obres destacades
- L'invitation (1973)
- No tan dolent com això (Pas si méchant que ça) (1974)
- La dentellière (1977)
- La provinciale (1980)
- La mort de Mario Ricci (1982)
- Het verdriet van België (La tristesa de Bèlgica) (1994) sèrie televisiva segons la novel·la epònima i el guió d'Hugo Claus[2]

## Premis i nominacions

### Premis
- 1973: Premi del Jurat (Festival de Canes) per L'invitation

### Nominacions
- 1973: Oscar a la millor pel·lícula de parla no anglesa per L'invitation[3]
- 1973: Palma d'Or per L'invitation
- 1977: Palma d'Or per La dentellière
- 1978: César a la millor pel·lícula per La dentellière
- 1981: Os d'Or per La provinciale[4]
- 1983: Palma d'Or per La mort de Mario Ricci
- 1987: Lleó d'Or per Si le soleil ne revenait pas